# Hysterostegiella lauri
Hysterostegiella lauri är en svampart som först beskrevs av Ludovico Caldesi, och fick sitt nu gällande namn av B. Hein 1983. Hysterostegiella lauri ingår i släktet Hysterostegiella, ordningen disksvampar, klassen Leotiomycetes, divisionen sporsäcksvampar och riket svampar.   Inga underarter finns listade i Catalogue of Life.